# Þjófafoss

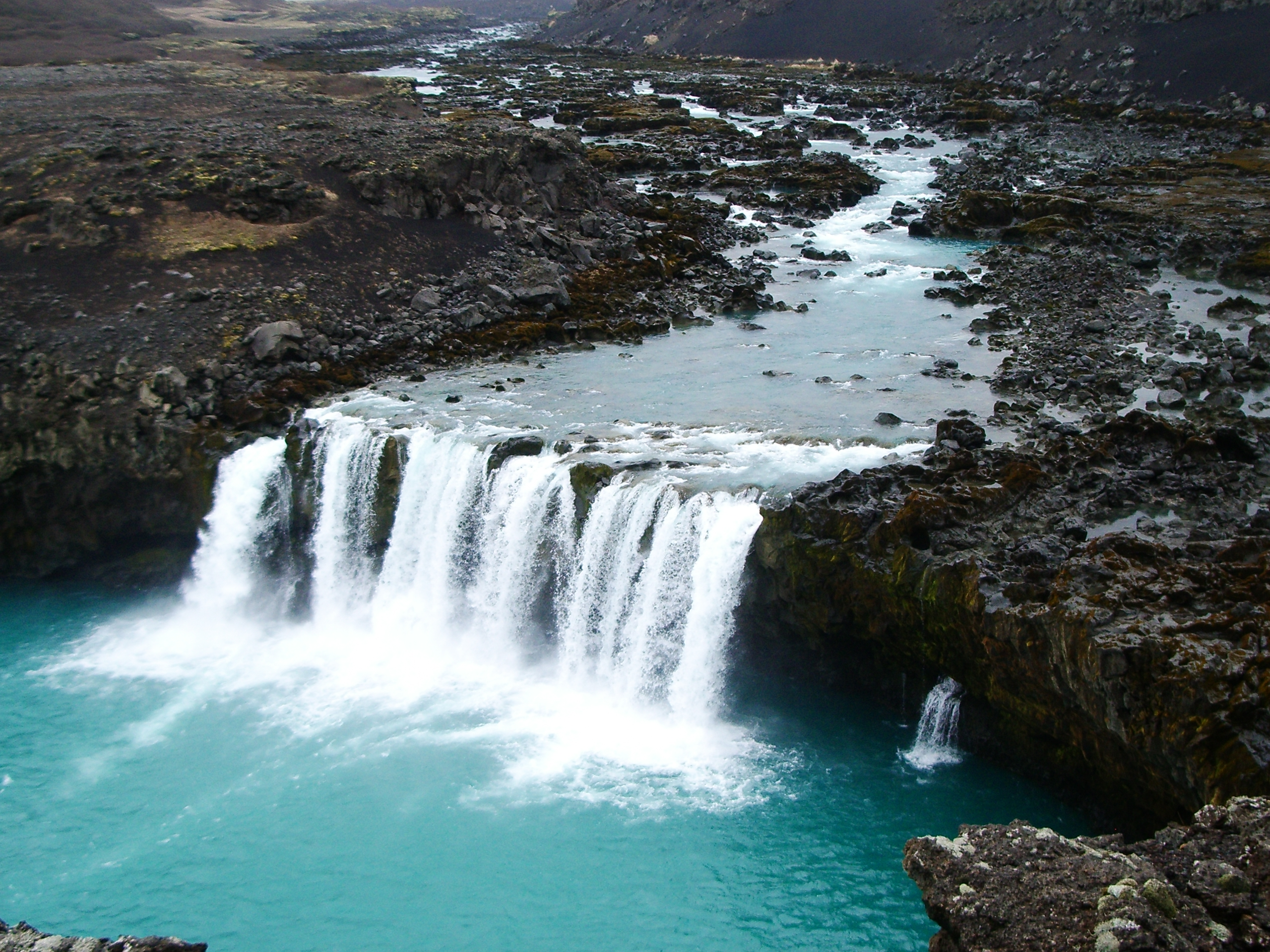
De waterval in het Merkurhraun.

De Þjófafoss is een waterval in het zuidwesten van IJsland, en ligt in de Þjórsá omgeven door het Merkurhraun lavaveld. Ten noorden ervan ligt de heuvel Búrfell. De waterval kan via een slechte gravelweg bereikt worden. Even stroomopwaarts ligt Búrfellsstöð, een hydro-elektrische energiecentrale, en naar het westen ligt de Hjálparfoss.
Ongeveer 3 kilometer stroomopwaarts ligt de Tröllkonuhlaup, en stroomafwaarts ligt de grootste waterval van de Þjórsá, de Urriðafoss.